# رابرت اروین (نویسنده)
رابرت گراهام اروین معروف به رابرت اروین (زادهٔ ۲۳ اوت ۱۹۴۶ – درگذشتهٔ ٢٨ ژوئن ۲۰٢۴) مورخ، رمان‌نویس و نویسنده بریتانیایی در زمینه ادبیات عرب بود.
او از مخالفان آرای ادوارد سعید بود
کتاب او با عنوان دانش خطرناک در زبان فارسی منتشر شده‌است که نقدی است برای کتاب شرق‌شناسی ادوارد سعید.